# El buen Pedro
El buen Pedro es una película peruana de drama y suspenso de 2012, que fue escrita y dirigida por Sandro Ventura. Está protagonizada por Miguel Torres-Böhl, Natalia Salas y Roger del Águila, contando con las participaciones especiales de Adolfo Aguilar y Carlos Álvarez, en su debut como actor tras una carrera como comediante.
La cinta se estrenó el 20 de septiembre de 2012 en los cines peruanos a nivel nacional.

## Sinopsis
Pedro (Miguel Torres-Böhl) es un chico tranquilo, hermético y absolutamente ordenado. Se levanta temprano para ir a trabajar atendiendo al público. Además, le gusta cocinar, escuchar música y salir a matar a las 2 de la mañana. Gabriel Barba (Roger del Águila) es el policía encargado de buscar a este imparable asesino. Sin embargo, tiene problemas que lo distraen: está enamorado de Ángela (Natalia Salas), una prostituta con la que vive y a la que no puede tocar, porque ella, en venganza por no cumplir con todo lo que le prometió, no se lo permite. Una historia oscura e intensa en donde la satisfacción se convierte en motivo de hechos violentos, que suceden en un universo plagado de personajes atrapados en su propio laberinto.

## Reparto
Los actores que participan en esta película son:
- Roger del Águila como Gabriel Barba.
- Miguel Torres-Böhl como Pedro.
- Natalia Salas como Ángela.
- Adriana Quevedo como Milagros.
- Laura del Busto como Luisa.
- Sofía Bogani como Cinthya.
- Mayra Goñi como Susan.
- Valeria Bringas como María.
- Lizeth Campano como Carla.
- Catherine Díaz como Verónica (segunda versión).
- Miguel Vargas como Hernán.
- Jazmín Pinedo como Kelly.
- Maya Alvarado como Lola.
- Adolfo Aguilar como Iván.
- Carlos Álvarez como Comandante.[9]
- Leysi Suárez como Verónica (primera versión).

## Banda sonora
- «Vuelve por favor» – Mon Laferte
- «Cuando quieras más» – Dos Vírgenes

Otras canciones que suenan en la película son interpretadas por:
- Mr. Ceja
- Leslie Shaw
- Jhovan Tomasevich
- Kennedy's Little Blondie
- Alessa Noveli
- The Satellite

## Producción
La cinta fue grabada a mediados de 2011 en algunas calles de Lima,[cita requerida] además de contar con el debut cinematográfico de Carlos Álvarez, experimentado humorista y Jazmín Pinedo, modelo y presentadora de televisión. En noviembre de ese año se lanzó el primer tráiler de la película con todo el elenco completo.
La música quedó a cargo de la cantautora chilena Mon Laferte, quién interpretaría los temas de El buen Pedro siendo «Vuelve por favor» el tema central del proyecto. Esto se dio cuando Laferte estuvo en su visita por el Perú, tras su participación en el reality de canto Rojo fama contrafama.

## Recepción
El buen Pedro atrajo a 28.116 mil espectadores en todo su recorrido teatral.
Fue estrenada el 20 de septiembre de 2012 en todos los cines peruanos con una aceptación positiva.